# ريشارليسون
ريشارليسون (بالبرتغالية: Richarlyson‏) (27 ديسمبر 1982 ناتال البرازيل - ) هو لاعب كرة قدم برازيلي، يلعب كمدافع.

## وصلات خارجية
ريشارليسون على موقع قاعدة بيانات كرة القدم.إي يو (الإنجليزية)
- ريشارليسون على موقع ناشيونال فوتبول تيمز (الإنجليزية)
- ريشارليسون على موقع Soccerway.com (الإنجليزية)